# Sid Marty
Sid Marty (né en 1944) est un écrivain canadien,. Il est l'auteur de cinq livres ainsi que de cinq recueils de poésie. La plupart de ses livres sont inspirés de son expérience en tant que garde forestier pour les parcs nationaux canadiens de Yoho, Jasper, Prince Albert et Banff entre 1966 et 1978,. Marty a grandi dans les villes de Medicine Hat et de Calgary et habite maintenant à Pincher Creek. Il a reçu un diplôme de premier cycle à l'université Sir George Williams de Montréal. 

## Œuvres
- 1973: Headwaters (poetry), Toronto: McClelland and Stewart.  (ISBN 978-0771058141)
- 1978: Men for the Mountains, Toronto: McClelland and Stewart, 320 pages.  (ISBN 978-0771056727)
- 1981: Nobody Danced With Miss Rodeo (poetry), Toronto: McClelland and Stewart, 108 pages.  (ISBN 978-0771058615)
- 1985: A Grand and Fabulous Notion: The first century of Canada's parks, Toronto: NC Press, 156 pages.  (ISBN 978-0920053072)
- 1995: Leaning on the Wind: Under the spell of the great Chinook, Toronto: Harper-Collins, 352 pages.  (ISBN 978-1894974622)
- 1999: Sky Humour (poetry), Windsor: Black Moss, 102 pages.  (ISBN 978-0887533310)
- 1999: Switchbacks: true stories of the Canadian Rockies, Toronto: McClelland and Stewart, 336 pages.  (ISBN 978-0771056703)[5]
- 2008: The Black Grizzly of Whiskey Creek, Toronto: McClelland and Stewart, 296 pages.  (ISBN 978-0771056987)